# Galbula tombacea
El jacamará barbiblanco (Galbula tombacea), también denominado jacamar barbiblanco (en Colombia y Ecuador), jacamar de barbilla blanca (en Perú) o jacamar de cabeza oscura, es una especie de ave piciforme de la familia Galbulidae. Es nativo del centro y occidente de la cuenca amazónica en Sudamérica.

## Distribución y hábitat
Se distribuye desde el este de los Andes de Colombia, por el noreste de Ecuador, noreste de Perú y noroeste y oeste de la Amazonia brasileña.
Sus hábitats naturales preferidos son los bosques de transición y los claros de las selvas húmedas, además de bordes de las riberas.

## Descripción
El jacamará barbiblanco mide entre 19 y 23,5 cm de longitud y pesa entre 21 y 25 g. Como los demás jacamarás tiene un pico largo, recto y puntiagudo que en esta especie es de color negro. La mayor parte de su cuerpo es de color verde brillante, lo que a diferencia de sus congéneres incluye el pecho y la garganta. Su vientre y parte inferior de su larga cola son de color rojizo, menos intenso en las hembras. Su píleo y frente son de color pardo grisáceo. Presenta una pequeña mancha blanca bajo el pico que le da nombre.

## Sistemática

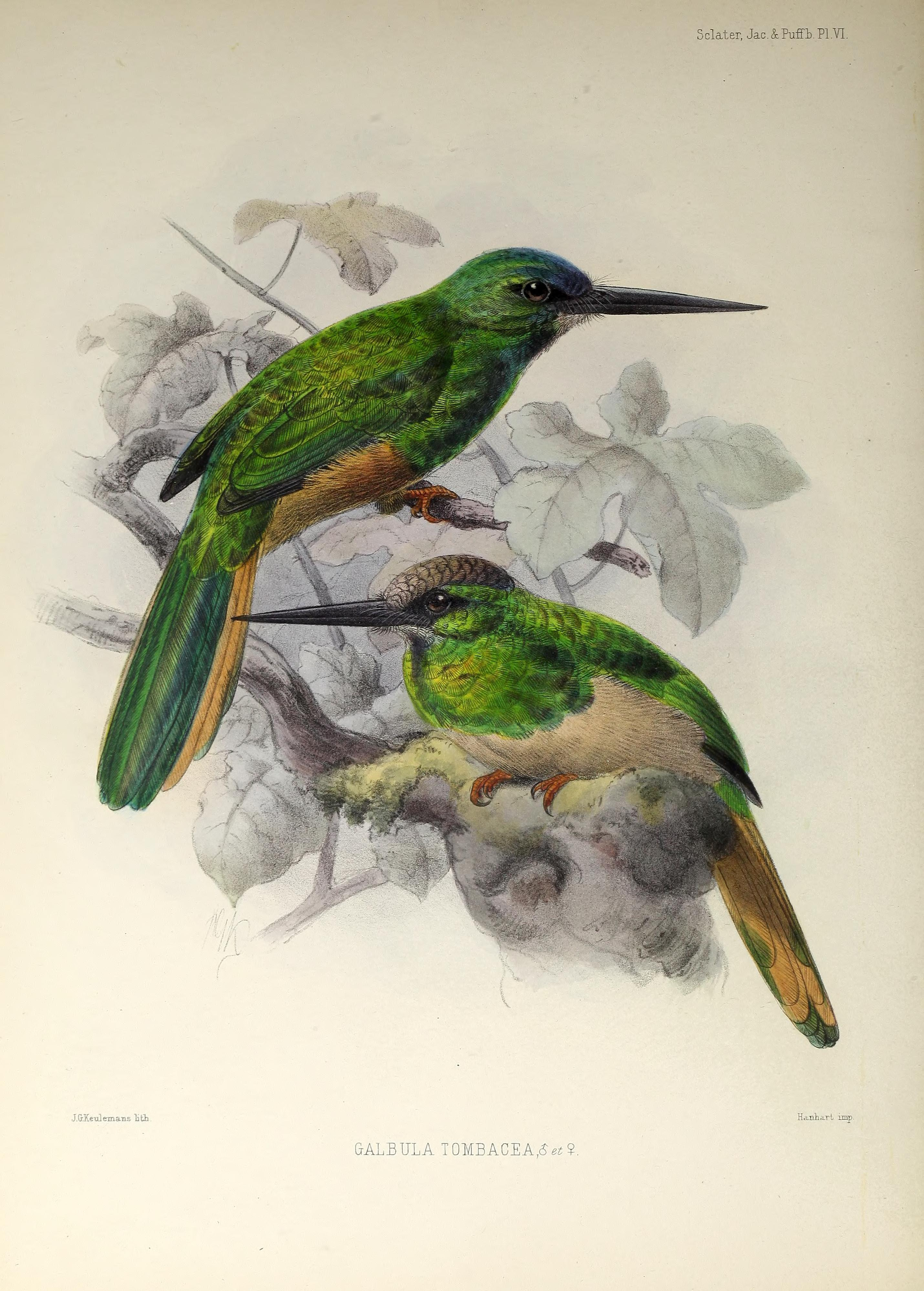
Galbula tombacea, hembra (abajo) y macho (arriba), ilustración de Keulemans para Sclater A monograph of the jacamars and puff-birds, or families Galbulid and Bucconid, 1882.

### Descripción original
La especie G. tombacea  fue descrita por primera vez por el naturalista alemán Johann Baptist von Spix en 1824 bajo el mismo nombre científico; localidad tipo «São Paulo de Olivença, Brasil.»

### Etimología
El nombre genérico femenino «Galbula» deriva del latín «galbulus»: pequeño pájaro amarillento; y el nombre de la especie «tombacea», proviene del francés «tombac»: aleación de cobre de color pardo amarillento.

### Taxonomía
La presente especie es tradicionalmente considerada un miembro del grupo de especies centrado en Galbula galbula; está más cercanamente emparentada con G. cyanescens y G. pastazae, especialmente con esta última. Las diferencias entre las dos subespecies pueden ser apenas clinales.

### Subespecies
Según la clasificación del Congreso Ornitológico Internacional (IOC) y Clements Checklist v.2017, se reconocen dos subespecies, con su correspondiente distribución geográfica:
- Galbula tombacea mentalis (Todd, 1943) – noroeste de Brasil en ambas márgenes del río Solimões (hacia el este hasta los ríos Negro y Madeira).
- Galbula tombacea tombacea (Spix, 1824) – este de los Andes en Colombia (al sur de Villavicencio, en Meta), noreste de Ecuador (Napo), noreste de Perú (Loreto), y oeste de Brasil al sur del río Amazonas (hacia el este hasta la región de Tonantins).